# Taenaris perplexus
Taenaris perplexus är en fjärilsart som beskrevs av Rothschild 1916. Taenaris perplexus ingår i släktet Taenaris och familjen praktfjärilar. Inga underarter finns listade i Catalogue of Life.